# Mirosternus bicolor
Mirosternus bicolor là một loài bọ cánh cứng thuộc họ Ptinidae.